# Anacamptis champagneuxii
Anacamptis champagneuxii (soms wel blesharlekijn genoemd), is een Europese orchidee van het geslacht Anacamptis. Het is een kleine orchidee, die enkel in het westelijk Middellandse Zeegebied voorkomt.

## Naamgeving enetymologie
- Synoniem: Orchis morio subsp. champagneuxii (Barnéoud) Camus (1928), O. champagneuxii Barnéoud 1843

- Nederlands: Blesharlekijn
- Frans: Orchis de Champagneux
- Duits: Dreiknollen-Knabenkraut

De botanische naam Anacamptis is afkomstig van het Griekse 'anakamptein', achterover leunen, wat slaat op de naar achter gebogen pollinia. De soortaanduiding champagneuxii is een eerbetoon aan de Franse botanicus A.B. Champagneux (1774-1845).

## Kenmerken

### Habitus
A. champagneuxii is een overblijvende, niet-winterharde geofyt. Het is een kleine (maximaal 30 cm), slanke plant met een naar boven toe violet aangelopen bloemstengel, een bladrozet aan de basis en enkele verspreid staande bladeren hogerop en een tot 6 cm lange, ijle aar met violet-witte bloemen.
De plant vermenigvuldigt zich via ondergrondse uitlopers en kan zo dichte groepjes vormen.

### Bladeren
De onderste 6 tot 8 bladeren staan in een bladrozet, zijn lichtgroen, ongevlekt, smal lijnlancetvormig, in de lengte tot een gootje geplooid. Hogerop staan nog enkele kleinere, stengelomvattende bladeren, die naar de top toe overgaan in rood-violette vliezige schutbladen, iets korter dan de vruchtbeginsels.

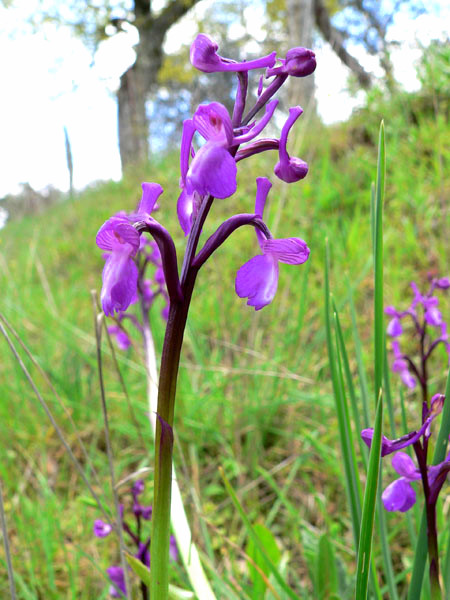
A. champagneuxii, detail bloeiwijze

### Bloemen
De bloemen zijn klein, variabel gekleurd van paars tot violet-wit. De ovale kelkbladen vormen samen met de kleinere kroonbladen een helm boven het gynostemium, de kelkbladen zijn daarbij getekend met groen-paarse nerven.
De lip is ongedeeld of vaag drielobbig, breder dan lang, met afgeronde, licht getande zijlobben die volledig naar achter geslagen zijn. De middelste lob is ongeveer even lang als de zijlobben, in het midden licht ingedeukt, wit, ongevlekt. Het brede cilindrische spoor is langer dan de lip, naar boven gebogen en met een verbrede top.
De bloeitijd is van maart tot mei.

## Habitat
A. champagneuxii geeft de voorkeur aan droge tot licht vochtige, basische tot licht zure bodems, zoals kruidenrijke en stenige bermen, open plaatsen in garrigues en maquis en lichte bossen. In middelgebergtes komt de soort voor tot op hoogtes van 1.500 m.

## Verspreiding en voorkomen
A. champagneuxii komt voor in het westelijk deel van het Middellandse Zeegebied, van Portugal tot het noordwesten van Italië, en in het noordwesten van Noord-Afrika.
In Frankrijk is de soort vrij zeldzaam en enkel aanwezig in de departementen Var en Alpes-Maritimes.

## Verwantschap en gelijkende soorten
A. champagneuxii behoort samen met enkele sterk gelijkende zustersoorten, het harlekijntje (A. morio), A. picta en A. longicornu tot een groep binnen het geslacht Anacamptis, de sectie Moriones.
A. champagneuxii heeft een overlappend verspreidingsgebied en hetzelfde habitat als A. morio en A.picta, maar kan daarvan onderscheiden worden door zijn ongevlekte bloemlip. Buiten deze drie soorten kan ze enkel verward worden met de ijle moerasorchis (A. laxiflora), die eveneens een ongevlekte bloemlip heeft maar in een heel ander biotoop voorkomt.